# Alfonz VI. Kastiljski
Alfonz VI. Kastiljski, imenovan tudi Hrabri, kralj Leóna (1065–1070 in 1072–1109), Kastilije (1072–1109), Galicije in Portugalske (1073–1109) * junij 1040, † 30. junij 1109, Toledo